# 1992 UG
1992 UG är en asteroid i huvudbältet, som upptäcktes den 21 oktober 1992 av den japanske amatörastronomen Atsushi Sugie i Dynic-observatoriet.
Asteroiden har en diameter på ungefär 6 kilometer.